# Harold Sakuishi
Harold Sakuishi (ハロルド作石, Harorudo Sakuishi), nome artístico de Takahiro Sakuishi (作石貴浩, Sakuishi Takahiro) (Kasugai, 16 de março de 1969) é um mangaká japonês. Sakuishi tem vários interesses, dentre eles baseball, artes marciais, e música. Cada um desses tópicos tornou-se o tema principal de seus mangás (baseball em Stopper Busujima, artes marciais em Bakaichi e a música em Beck).

## Trabalhos
- Gorillaman (1985)
- Bakaichi (1995)
- Stopper Busujima (1996)
- Beck (1999)
- Seven Shakespeares (2009)[1]
- Rin (2012)

## Vídeo games
- Heavy Metal Thunder (2005)

## Prêmios
- 7th CHIBA TETSUYA Excellent Newcomer Award - SOUWAIKAN (1987)
- 14th Prêmio de Mangá Kōdansha, na categorial geral - Gorillaman (1990)[2]
- 26th Prêmio de Mangá Kōdansha, na categoria shōnen - BECK (2002)[2]